# Psilonyx hsiai
Psilonyx hsiai là một loài ruồi trong họ Asilidae. Psilonyx hsiai được Shi miêu tả năm 1993. Loài này phân bố ở miền Ấn Độ - Mã Lai.